# C++Builder
C++Builder je v informatice grafické integrované vývojové prostředí (IDE) typu RAD (anglicky Rapid Application Development – umožňující rychlý vývoj aplikací). C++Builder je vyvíjen firmou CodeGear, která je jako dceřiná společnost firmy Embarcadero Technologies zaměřena na vývoj programů v programovacím jazyce C++. C++Builder kombinuje VCL (anglicky Visual Component Library) a IDE napsané v Delphi s kompilátorem pro C++. Při vývoji získává nová rozšíření nejprve Delphi a následně se dostane i do C++Builderu. Většina komponent vyvinutá v Delphi může být bez úprav použita v C++Builderu, avšak v opačném pořadí to možné není.
C++Builder obsahuje nástroje, které umožňují vyvíjet grafické prvky způsobem „táhni a pusť“ (anglicky drag-and-drop), protože integruje WYSIWYG builder do vlastního IDE prostředí.

## Historie
C++Builder byl původně zaměřen na platformu Microsoft Windows. Pozdější verze připojily Borland CLX – platformu založenou na knihovně Qt, která podporuje Windows i Linux. V roce 2003 byl Borlandem vydán C++BuilderX (CBX), který má stejnou strukturu jako JBuilder. Tento produkt byl zaměřen na vývoj rozsáhlých programů pro podniky – nicméně neměl komerční úspěch. Na konci roku 2004 bylo ohlášeno pokračování ve vývoji klasického C++Builderu společně s Delphi a ukončení dalšího vývoje C++BuilderX.
Asi rok po tomto oznámení Borland vydal Borland Developer Studio 2006 zahrnující Borland C++Builder 2006, který poskytuje lepší správu konfigurace a opravu chyb. Borland Developer Studio 2006 je jediný balík obsahující Delphi, C++Builder a C# Builder.
V roce 2007 Borland vydal C++Builder 2007, poskytující plnou API podporu pro Windows Vista, navýšenou o ANSI C++ shodu, která má pětkrát větší in-IDE vestavěný výkon, dále podporu pro MSBuild, DBX4 databázovou architekturu a „VCL pro Web“, který podporuje AJAX. API podpora pro Microsoft Vista obsahuje tematické aplikace a hladkou VCL podporu Aero a Vista Desktop. CodeGear RAD Studio 2007 obsahuje C++Builder 2007 a Delphi. Dále bylo Borlandem v roce 2007 oživeno tzv. „Turbo“ a došlo k vydání verze C++Builder: Turbo C++ Professional a Turbo C++ Explorer (zdarma), které jsou založeny na Borlandu Builder C++ 2006.
C++Builder 2009 byl vydán v srpnu 2008, přičemž nejvýznamnějším vylepšením patří podpora Unicode v celém VCL a RTL, brzké schválení C++0x standardu, plná ITE (Integrovaný překladatelské prostředí) podpora, přirozené Ribbon komponenty a začlenění Boost C++ knihoven.
Budoucí verze CodeGear C++Builderu má podporovat 64bitovou architekturu x86-64 a vytvářet kód x86-64 Native.

## Použití vývojového prostředí C++Builderu
Programování v C++Builderu je z velké části založeno na použití komponent. Komponenta je malý program (balíček funkcí), který vykonává určitou činnost (například zobrazuje text nebo obrázky, přehrává multimédia, komunikuje s databází, zprostředkovává FTP přenos, atd…).
Velkou předností C++Builderu proti některým konkurenčním produktům jsou knihovny komponent, které jsou jejich součástí (např. VCL, CLX, …). Dodávané komponenty významně usnadňují tvorbu aplikací. Další komponenty lze stáhnout z internetu (některé jsou zadarmo, některé se musí koupit). V C++Builderu lze vytvářet vlastní komponenty.
C++Builder je vydáván v různých verzích s rozdílnými znaky a odlišnou cenou: Personal, Professional, Enterprise a Architect.

### Zdrojový kód – Práce skomponentami
Základem psaní zdrojového kódu je znalost komponent, ze kterých se výsledná aplikace skládá (např. textová pole, tlačítka), a jejich vlastností a událostí. Pokud tedy budeme např. chtít po stisku tlačítka změnit barvu pozadí daného textového pole, může metoda ošetřující tuto událost vypadat následovně:
```
void_fastcall
 
TForm1::Button1
(
TObject
 
*
Sender
)

{

 
Edit1
->
Color
 
=
 
clRed
;

}

```

Kde:
- Edit1 – Název vstupního textového pole (instance třídy TEdit)
- Color – Vlastnost nastavující barvu
- clRed – Konstanta udávající červenou barvu

Z tohoto kódu programátor píše pouze exekutivní část (zde přiřazovací příkaz). Prázdnou funkci, ošetřující obsluhu události zmáčknutí tlačítka, vytvoří samo prostředí.

## Charakteristické znaky
Mezi charakteristické znaky vývojového prostředí C++Builder patří:
- založeno na programovacím jazyce C++
- využívá VCL (Visual Component Library) a CLX (Component Library for Cross Platform)
- možnost propojení s databázemi
- tvorba a použití komponent (resp. možnost importu existujících komponent např. z webu)
- používání vlastních zpráv k vyvolávání událostí jednotlivých tříd
- objektový model je nezávislý na počtu implementací jednotlivých tříd
- možnost kompilace do x86 kódu

### Výhody
- podpora systému RAD (Rapid Application Development)
- založení na vyšším programovacím jazyce
- možnost kompilace do jednoduchého spustitelného kódu s eliminací funkcí dynamických knihoven
- podpora VCL (Visual Component Library), importu komponent a nástrojů (dokumentace, ladění atd.)
- rychlá optimalizace kódu pro převedení do jazyka symbolických adres
- kompatibilita zdrojových kódů vytvořených ve starších verzích vývojového prostředí s novými verzemi.
- znaky objektově orientovaného programovacího jazyka s možností dědičnosti a polymorfismu v rámci objektových tříd

### Nevýhody
- vytvořené aplikace mohou běžet pouze v OS Microsoft Windows. Vývoj prostředí Borland CLX, který umožňoval kompilaci v OS Linux, byl ukončen
- výsledný kód není příliš optimalizovaný.

## Vydané verze C++Builderu
| Rok  | Verze                    |
| ---- | ------------------------ |
| 1997 | 1                        |
| 1998 | 3                        |
| 1999 | 4 (vydáván jako Inprise) |
| 2000 | 5                        |
| 2002 | 6                        |
| 2003 | X                        |
| 2005 | 2006                     |
| 2007 | 2007                     |
| 2008 | 2009                     |
| 2009 | 2010 (14)                |
| 2010 | XE                       |
| 2011 | XE2                      |
| 2012 | XE3                      |
| 2013 | XE4                      |

### Borland C++Builder 2006
Borland C++Builder je dostupný v několika verzích. Ty se liší jak svou cenou, tak rozsahem komponent zahrnutých v balení:
- Borland C++Builder 2006 Professional
- Borland C++Builder 2006 Enterprise
- Borland C++Builder 2006 Personal

Verze Personal je určena jednotlivcům, kteří se chtějí s prostředím naučit pracovat – tomu je přizpůsobena i nízká cena produktu. Zároveň je určen pro nekomerční využití. Má velmi omezenou nabídku komponent pro práci s databázemi a internetem, lze v ní ale psát plně funkční lokální nedatabázové aplikace.
Verze Professional slouží k vývoji profesionálních aplikací, ale nepodporuje všechny databáze a má omezenou paletu komponent pro práci s internetem.
Verze Enterprise obsahuje plnou podporu databází a internetu.
C++Builder je možno přepnout do módu, který umožňuje přenos zdrojových kódů do produktu Kylix, pracujícím v OS Linux. V tomto módu je nabídka komponent omezena jen na ty, které fungují v prostředí Linuxu.

### C++BuilderX
C++BuilderX by se dal považovat za nástupce projektu Kylix a snaží se zajistit přenosnost programu mezi platformami (MS Windows, GNU/Linux, Solaris).